# Uz compasional
Uzul compasional al unui medicament sau utilizare compasională a unui medicament este o opțiune de tratament care permite utilizarea legală, din considerente de compasiune, a unui medicament neautorizat (medicament experimental)  la un grup de pacienți care suferă de boli cronice, debilitante sau care se consideră a le periclita viața și care nu pot fi tratați în mod satisfăcător cu un medicament autorizat. Medicamentul care face obiectul utilizării compasionale trebuie să constituie fie obiectul unei cereri de autorizare prin procedură centralizată, fie al unui studiu clinic aflat în desfășurare. Ca exemplu utilizarea unor medicamente experimentale (favipiravir, brincidofovir, ZMapp etc.) în tratamentul febrei hemoragice Ebola.    